# 盧山初雄
盧山 初雄（ろうやま はつお、帰化名：梅原 初雄〈うめはら はつお〉、民族名：盧 初雄〈ろ・はつお/韓国語読みではノ・チョウン、朝: 노초웅/北朝鮮語読みではロ・チョウン、朝: 로초웅〉、1948年（昭和23年）3月31日 - ）は、埼玉県出身の武道家（極真空手・太気拳）。極真空手道連盟 極真館の会長。極真館空手道・範士九段。太氣至誠拳法・錬士七段。極真空手界を代表する空手家の一人で、外国人初の全日本空手道選手権大会王者（当時）。現役時代は、下段回し蹴り、三日月蹴り、正拳突きを武器にし、「ローキックの盧山」とも呼ばれた。

## 来歴
埼玉県行田市大字谷郷出身。1963年（昭和38年）の高校1年の秋に大山道場へ通い始める。盧山は半年早く入門していた先輩の松永秀夫と神村榮一が同学年だったことから同期として接し振る舞う一方で、あとから入門した同学年の山崎照朝と添野義二に「先輩後輩を抜きにしてやっていかないか？」と言われても「1日でも1時間でも早く入門したほうが先輩だ」と譲らなかった。極真会館本部道場が開設されてから3年後の1967年（昭和42年）4月15日、大怪我で道場を去った茶帯の神村を除き、盧山は松永、山崎、添野や及川宏、鈴木浩平らと共に初段（黒帯）を允許された。
昭和42年の秋に盧山は本部指導員に就任。来日したヤン・カレンバッハとの対決で敗北した事や、ある事件が原因で、極真会館を禁足となった。道場へ入れなくなった盧山は、協同ジムでキックボクシングの選手集めをしていた神村榮一に誘われ、極真の先輩である大沢昇と共にキックボクシングへ参戦。嵐五郎のリングネームで試合に出場した。大山倍達と交流のあった澤井健一から中国拳法である意拳の流れを汲む太気拳の指導を受けたりしていた。再び空手の修行に戻ったのは中村日出夫（空手道拳道会総師）の門弟となった時であった。中村の門下時代に共に修行した倉本成春とは、後に義兄弟の契りを交わすほど、親交を深めている。
1973年（昭和48年）に極真会館への復帰を許された。そして、復帰後初めてとなる第5回オープントーナメント全日本空手道選手権大会に出場した。二宮城光、佐藤勝昭らを降して決勝戦へ進出して、対戦相手は山崎照朝であった。結果は4対1の判定で盧山が初優勝を遂げた。この試合は、大山倍達、大山茂、郷田勇三他極真関係者、各種マスコミもこれぞ極真空手の精華と絶賛し、「完成された心技の激突が大観衆に勝敗の行方を忘れさせ、深い感動の世界に酔わせた」と、極真史上に残る名勝負として語り継がれている。『空手バカ一代』にも登場している。
1974年（昭和49年）の第6回全日本選手権では準決勝で東孝に負け、3位入賞となったが、翌年の第1回オープントーナメント全世界空手道選手権大会の代表に選出された。他の代表選手がアメリカ遠征に参加する中で盧山は日本に残り、稽古を続け、第1回全世界選手権に備えた。
1975年（昭和50年）の第1回全世界選手権では、アメリカ代表で優勝候補のひとりであったチャールズ・マーチンと、準々決勝で対戦し、本戦はマーチンに旗が2本上がったが、マーチンの師匠で主審の中村忠は引き分けを宣し延長1回の判定にて降した。決勝戦では佐藤勝昭と対戦し、再々延長までもつれ込む激戦をしたが、判定3対2で敗れ、準優勝した。
1979年（昭和54年）の第2回全世界選手権では推薦で出場したが、2回戦で棄権した。
1980年（昭和55年）4月、当時の規則で全日本チャンピオンは出身地に道場を開けるを活用し極真会館埼玉南支部を開設した。
1994年（平成6年）4月、大山倍達の没後、松井章圭が館長となった極真会館の最高顧問・首席師範に盧山が就任する新体制が発足した。盧山は大山の遺言を全うすべく、元来の極真カラテの伝承と空手道の普及と発展のために休眠状態であった財団法人復活を強く願い、幾度となく松井に進言したが、聞き入れられる事はなかった。最高顧問でありながら館長から支部長へ通達書が送られ「どうなっているのでしょうか？」と支部長からの問い合わせで知ることが多く、盧山の最高顧問が形骸化していた。そして盧山の考えとは裏腹に松井は団体を徐々にビジネス化、そしてショー空手化していった。松井体制に業を煮やした盧山は廣重毅、岡崎寛人らと共に極真会館松井派を離脱した。
2002年（平成14年）12月、大山の残した極真精神継承と遺言に基づき、財団法人を復活すべく、極真空手道連盟極真館を設立し、館長に就任した。その後、極真空手道の普及と発展を目的に、公益法人である財団法人極真奨学会を復活させた。
2004年（平成16年）4月、財団法人極真奨学会より、極真空手道連盟極真館九段位を授与される。
2014年（平成26年）4月10日、2008年（平成20年）12月から施行された内閣府所管の新公益法人制度改革に伴い、特例財団法人極真奨学会は、一般財団法人として登記が完了した。
2016年（平成28年）4月23日、大山倍達総裁の23回忌法要（施主大山喜久子・実行委員長三宅進）が護国寺にて執り行われ、参列した盧山は「総裁から教わった武道精神を後世に伝えていきたい」と想いを述べた。
2017年（平成29年）1月20日、公式ウェブサイト上において、関東信越国税局より極真館関連の商標が公売物件として公示されたことを表明した。同年2月7日、副館長他、複数の支部長の退会に伴い、新たな体制のもとで大山総裁の遺志を引き継ぐことを使命として活動していくことを宣言した。
2021年（令和3年）5月2日、ウクライナ人女性と結婚したことを明らかにした。互いに再婚となる。
2022年（令和4年）4月17日、代々木第二体育館で開催された2022年春季全日本空手道選手権大会にて新役員継承式典が行われ、盧山は館長を退任し会長となり、主席師範の岡崎寛人が新館長に就任した。

## 成績
- 第5回オープントーナメント全日本空手道選手権大会 優勝
- 第6回全日本空手道選手権大会 3位
- 第1回オープントーナメント全世界空手道選手権大会 準優勝
- 第2回全世界空手道選手権大会 2回戦進出

## 主な弟子・門下生
- 湖山彰夫
- 岡崎寛人
- ミハイル・スリペンチュク
- 姜宗憲
- 船先雄
- セルゲイ・オシポフ
- 山本由紀
- 岩澤寿英
- 川本まゆ
- 前島亜美

## 著書
- 生涯の空手道-真の強さを求めて　（スポーツライフ社　1980年）
- 新・生涯の空手道　（批評社　1996年）
- 我が武道空手　（学習研究社　1996年）
- 武道のススメ　（気天舎　1997年）
- 空手とは何か―我が生涯の空手道　（気天舎　1998年）
- 日々研鑽―極真空手　盧山初男の空手極意書　（気天舎　2000年）
- 実戦極意　極真空手・盧山初雄の空手極意書　（気天舎　2001年）
- 王道　極真に生きる　（廣重毅　共著　チクマ秀版社　2004年）
- 新大山道場極真館の夜明け　（廣重毅　共著　桜の花出版　2003年）
- 王道 極真に生きる―新・武士道のすすめ　（廣重毅共著　チクマ秀版社　2004年）
- 型から学ぶ空手道　型から学ぶ空手道　（気天舎　2005年）
- 極真空手実技入門　（大泉書店　2007年）
- ジュニア極真空手入門―極真空手で心身が強くなる　（ナツメ社　2007年）

## 出演
映画
- けんか空手 極真拳（1975年、東映） - 本人
- 地上最強のカラテシリーズ - 本人